# عهد الوصاية على العرش
كانت الوصاية في المملكة المتحدة لبريطانيا العظمى وآيرلندا فترة عند نهاية العهد الجورجي، حين اعتبر الملك جورج الثالث غير لائق للحكم بسبب مرضه، وحكم ابنه كوكيل له بصفته الأمير الوصي. عند وفاة جورج الثالث عام 1820، أصبح الأمير الوصي الملك جورج الرابع. يمكن أن يشير مصطلح الوصاية (أو عهد الوصاية) إلى فترات زمنية مختلفة، بعضها أطول من عقد الوصاية الرسمي، الذي استمر منذ عام 1811 حتى عام 1820. تعتبر الفترة منذ عام 1795 حتى عام 1837، والتي تشمل الجزء الأخير من عهد جورج الثالث وعهود أبنائه جورج الرابع وويليام الرابع، أحيانًا حقبة وصاية اتسمت بتوجهات مميزة في العمارة البريطانية والأدب والأزياء والسياسة والثقافة.

## المجتمع
اشتهر عهد الوصاية بأناقته وإنجازاته في الفنون الجميلة والعمارة. شهدت هذه الحقبة فترة تغير اقتصادي وسياسي واجتماعي كبير. شُنت الحروب ضد نابليون وعلى جبهات أخرى، الأمر الذي أثر على التجارة في الداخل والخارج وكذلك السياسة. ومع ذلك، برغم سفك الدماء والحروب النابليونية، كانت الوصاية أيضًا فترة تحسين كبير وإنجازات ثقافية شكّلا وغيرا البنية الاجتماعية لبريطانيا بأكملها.
كان الأمير الوصي (جورج الرابع في المستقبل) نفسه أحد أعظم رعاة الفنون والعمارة. ازدهر مجتمع الطبقة العليا في نوع من النهضة المصغرة للثقافة والتحسين. كواحد من أعظم رعاة الفنون، أمر الأمير الوصي ببناء وتجديد باهظي الثمن للجناح الملكي الجميل والغريب ولمنزل كارلتون المزخرف وكذلك أيضًا العديد من الأعمال العامة والمباني المعمارية الأخرى (انظر جون ناش وجيمس بيرتون وديسيموس بيرتون). وبطبيعة الحال، كان هذا يتطلب استنزاف الخزينة، وغالبًا ما امتلأت جيوب الوصي، ولاحقًا، الملك على حساب الشعب.

كان المجتمع قد انقسم في تلك الفترة إلى طبقات إلى حد كبير. من نواح عديدة، كان هناك نظير مظلم للقطاعات الجميلة والعصرية في إنجلترا في ذلك الوقت. في المناطق القذرة والأقل ثراءًا في لندن، انتشرت السرقة والدعارة والمقامرة ووجود المغدقات والشرب المستمر. أدى الانفجار السكاني، الذي اشتمل على زيادة من أقل من مليون نسمة في عام 1801 إلى مليون وربع مليون نسمة بحلول عام 1820، إلى خلق مشهد متوحش ومتقلب ومتذبذب. وفقًا لروبرت سوثي، كان الفرق بين طبقات المجتمع كبيرًا بالفعل: 
طرحت القذارة التي وجدت تحت بريق ولمعان مجتمع عهد الوصاية تناقضًا حادًا مع الدائرة الاجتماعية للأمير الوصي. جرى التصدي للفقر بصورة هامشية فقط. شهد تشكل عهد الوصاية بعد تقاعد جورج الثالث نهاية مجتمع أكثر تقوى وتحفظًا، وولد مجتمعًا أكثر تفاهةً وتفاخرًا. وقد تأثر هذا التغيير بالوصي نفسه، الذي أُبقي بعيدًا بالكامل عن مكائد السياسة والمآثر العسكرية. لم يغير ذلك شيئًا لتوجيه طاقاته في اتجاه أكثر إيجابية، وبالتالي تركه ساعيًا وراء المتعة باعتبارها المنفذ الوحيد له، وكذلك أيضًا الصيغة الوحيدة للتمرد ضد ما رآه استنكارًا وتوبيخًا في شكل والده.
لم يكن المال والشباب المتمرد المدلل فقط ما يدفع هذه التغييرات، بل كانت وراءه أيضًا تطورات تكنولوجية كبيرة. في عام 1814، تبنّت صحيفة التايمز الطباعة البخارية. أدى هذا التطور إلى ظهور الروايات العصرية التي تحظى بشعبية كبيرة والتي نشر فيها الناشرون القصص والشائعات والتباهي بالأثرياء والأرستقراطيين، ملمحين دون غموض كبير إلى الهوية الحقيقية لهؤلاء الأفراد. كانت الفجوة في التسلسل الهرمي للمجتمع كبيرة لدرجة أنه يمكن لمن هم في الأسفل أن ينظروا إلى الطبقات العليا على أنها خيال عجيب وهمي وشيء بعيد المنال تمامًا إلا أنه ملموس هناك.

## الأحداث
1811
بدأ جورج أوغسطس فريدريك، أمير ويلز، ولايه التي استمرت 9 سنوات كوصي على العرش وبات يُعرف بالأمير الوصي. استهلت هذه الفترة الفرعية من العصر الجورجي الوصاية الرسمية. تصدى دوق ولينغتون للفرنسيين عند فوينتيس دونورو وألبوهيرا في حرب الاستقلال الإسبانية.
1812
اغتيل رئيس الوزراء سبنسر برسيفال في مجلس العموم. وصلت الشحنة الأخيرة من رخاميات إلغن إلى إنجلترا. تقاعدت سارة سيدونس من المسرح. أشعلت نزاعات الأراضي والشحن البحري حرب عام 1812 بين المملكة المتحدة والولايات المتحدة. انتصر البريطانيون على الجيوش الفرنسية في معركة سالامانكا. تأسست شركة وقود (شركة غاز لايت وكوك (شركة غاز الفحم والفحم الحجري)). ولد تشارلز ديكنز، الكاتب الإنجليزي والناقد الاجتماعي من العصر الفيكتوري، في 7 فبراير 1812.
1813
نُشرت رواية كبرياء وتحامل بقلم جين أوستين. سار قطار بافينغ بيلي الذي صممه ويليام هيدلي، ويعد من أوائل القاطرات البخارية، على قضبان السكة الحديدية الملساء. بدأت إليزابيث فراي، وهي مصلحة سجون من أتباع حركة الكويكرز الدينية (الصاحبيون)، خدماتها الإصلاحية الدينية في سجن نيوغيت. أصبح روبرت ساوذي شاعر البلاط.
1814
أدى غزو فرنسا من قِبل الحلفاء إلى إبرام معاهدة باريس، التي أنهت إحدى الحروب النابليونية. تنازل نابليون عن العرش ونُفي إلى إلبا. كُرم دوق ويلنغتون في برلينغتون هاوس في لندن. أحرق جنود بريطانيون البيت الأبيض. أُقيم آخر معارض الجليد على نهر التايمز، وكانت آخر مرة يتجمد فيها النهر. أُدخلت الإضاءة بمصابيح الغاز على شوارع لندن.
1815
هُزم نابليون الأول ملك فرنسا على يد التحالف السابع في معركة واترلو. نُفي نابليون إلى سانت هيلينا. قيدت قوانين الحبوب الإنجليزية واردات الحبوب. حصل السير همفري ديفي على براءة اختراع مصباح أمان عمال المناجم. اعتُمدت طريقة جون لودون ماك آدم في تعبيد الطرق.
1816
أُلغيت ضريبة الدخل. أعقب الثوران البركاني في إندونيسيا «عامٌ بلا صيف». كتبت ماري شيلي فرانكشتاين. نشر وليام كوبيت دوريته على شكل مناشير. أعاد البريطانيون إندونيسيا إلى الهولنديين. افتُتح القسم الأول من قناة ريجنت في لندن. تهرب بو بروميل من دائنيه بالفرار إلى فرنسا.
1817
أعد أنتوني كاريم وليمة باهرة للأمير الوصي في الجناح الملكي في برايتون. أدت وفاة الأميرة شارلوت (ابنة الأمير الوصي) بسبب مضاعفات الولادة إلى تغيير ممارسات التوليد. عُرضت رخاميات إلغن في المتحف البريطاني. توفي العقيد بلاي.
1818
توفيت الملكة شارلوت في كيو. أضرب عمال غزل القطن في مانشستر. نشبت أعمال شغب في ستانهوب في مقاطعة دورهام بين عمال مناجم الرصاص ورجال أسقف دورهام بسبب حقوق الصيد في ويرديل. شُيّد ميدان بيكاديلي في لندن. نُشرت رواية فرانكشتاين. ولدت إيميلي برونتي.
1819
وقعت مذبحة بيترلو. عُمدت الأميرة ألكسندرينا فيكتوريا (الملكة فيكتوريا المستقبلية) في قصر كنسينغتون. نُشرت رواية ايفانهو بقلم والتر سكوت. أسس السير ستامفورد رافلز، مسؤول بريطاني، سنغافورة. عبرت أول سفينة تعمل على البخار والمروحة الدافعة (إس إس سافانا) المحيط الأطلسي ووصلت إلى ليفربول من سافانا، جورجيا.
1820
توفي جورج الثالث واعتلى الأمير الوصي العرش تحت اسم الملك جورج الرابع. أقر مجلس اللوردات مشروع قانونٍ لمنح جورج الرابع حق الطلاق من الملكة كارولين، ولكن بسبب الضغط الشعبي، أُسقط القانون. بدأ جورج كونستابل العمل على لوحة عربة التبن. فشلت مؤامرة كاتو ستريت. تأسست الجمعية الفلكية الملكية. اكتُشف تمثال فينوس دي ميلو.